# Patrik Karlsson Lagemyr
Patrik Daniel Karlsson Lagemyr, född 18 december 1996 i Lundby församling i Göteborg, är en svensk före detta fotbollsspelare som spelade för IFK Göteborg och IK Sirius. Han är halvbror till tidigare BK Häcken-spelarna Rickard Kapella-Karlsson och Fredrik Lagemyr. Karlsson Lagemyrs morfar, Nils Johnsson, var också fotbollsspelare (back) och spelade i bland annat IFK Göteborg och BK Häcken under 50- och 60-talet.

## Karriär
Karlsson Lagemyr började spela fotboll i BK Häcken, men gick som 11-åring till IFK Göteborg. I december 2015 skrev han på ett tvåårskontrakt med klubben och flyttades upp i A-laget. I juni 2017 skrev Karlsson Lagemyr på ett nytt 3,5-årskontrakt med IFK Göteborg. I juni 2019 skrev han återigen på ett 3,5-årskontrakt med klubben.
I mars 2022 blev Karlsson Lagemyr klar för IK Sirius.
I september 2023 avslutade Karlsson Lagemyr sin karriär på grund av återkommande skador.